# Ann Sullivan
Ann Sullivan (Fargo, 10 aprile 1929 – Woodland Hills, 13 aprile 2020) è stata un'animatrice statunitense.

## Biografia
Nata nel Dakota del Nord, Ann Sullivan seguì la sorella maggiore in California e negli anni 50 frequentò l'ArtCenter College of Design di Pasadena. Dopo aver preso il diploma entrò nello staff di animazione della Disney Studios, rimanendovi fino al giorno in cui si licenziò per allevare i suoi quattro figli. Nel 1973 passò a lavorare per  Hanna e Barbera.
Nel 1987 tornò in forza alla Disney; animò, tra gli altri film, Oliver & Company, La Sirenetta, Il re leone,  Pocahontas, Fantasia 2000.
Ann Sullivan è morta per complicazioni da COVID-19 il 13 aprile 2020, tre giorni dopo il suo 91º compleanno. 